# Tata, mama, moja kobieta i ja
Tata, mama, moja kobieta i ja (fr. Papa, maman, ma femme et moi) – francuski czarno-biały film komediowy z 1955 roku. Sequel filmu Tata, mama, gosposia i ja.
Alternatywny polski tytuł: Tata, mama, moja żona i ja.

## Opis fabuły[1]
Robert Langlois (Robert Lamoureux) żeni się ze swoją byłą służącą Catherine (Nicole Courcel). Problemy finansowe zmuszają małżonków do zamieszkania pod jednym dachem z rodzicami Roberta. Okazuje się, że życie we czwórkę w małym mieszkaniu, sprawia wiele problemów.

## Główne role
- Robert Lamoureux - Robert Langlois
- Gaby Morlay - Gabrielle Langlois, mama Roberta
- Fernand Ledoux - Fernand Langlois, ojciec Roberta
- Nicole Courcel - Catherine Langlois, żona Roberta
- Elina Labourdette - Marguerite, kwiaciarka
- Jean Tissier - Petitot
- Robert Rollis - Léon "Alibi"
- Louis de Funès - Calomel, sąsiad
- Renée Passeur - gość
- Marcel Perès - przedsiębiorca
- Sophie Mallet
- Luc Andrieux
- Mylène Demongeot